# The Jaybirds
The Jaybirds is een Britse rockband die in 1960 in Nottingham ontstond rond Alvin Lee en Leo Lyons.

## Historiek
In 1960 spelen Alvin Lee en Leo Lyons voor "The Atomites", een lokale band uit Nottingham met Pete Evans als drummer. Ze rekruteren Ivan Jay als zanger en treden op als "Ivan Jay and the Jaymen". Ze kennen plaatselijk enig succes, maar hun poging om het in Londen te gaan maken, loopt slecht af en ze keren terug naar Nottingham zonder zanger Ivan Jay. 
In 1961 veranderen ze hun naam in "The Jaycats" en in 1962 kiezen ze voor "The Jaybirds". Alvin Lee wordt leadzanger en in datzelfde jaar spelen ze vijf weken lang in de "Star-Club" in Hamburg, net één week nadat de Beatles daar waren opgetreden. In datzelfde jaar wordt drummer Pete Evans vervangen door Dave Quickmire. 
Na hun optreden in Duitsland worden ze in Nottingham als plaatselijke helden ontvangen en aangemoedigd door hun succes verhuizen ze in 1964 naar Londen, maar alweer draait het op niets uit.  
Een jaar later, in 1965, overtuigen ze Ric Lee (geen familie van Alvin) om zijn band, "The Mansfields", te verlaten en drummer te worden bij The Jaybirds. Het daaropvolgend jaar vertrekken ze weer naar Londen en ze worden de vaste begeleidingsgroep van de popgroep "The Ivy League". Chick Churchill (keyboard) wordt lid van de groep. Datzelfde jaar, in 1966, tekenen ze een contract bij manager Chris Wright en ze veranderen hun naam in de "Blues Trip". Als de "Blues  Yard" doen ze één optreden in de Londense Marquee Club als ondersteuningsgroep van de "Bonzo Dog Doo-Dah Band". 
Later zou de groep nogmaals hun naam veranderen in "Ten Years After".